# Karlivka
Karlivka (tiếng Ukraina: Карлівка) là một thành phố của Ukraina. Thành phố này thuộc tỉnh Poltava. Thành phố này có diện tích ? km2, dân số theo điều tra dân số năm 2001 là 17995 người.